# Apostolisches Gesangbuch
Apostolisches Gesangbuch ist die Bezeichnung mehrerer ehemaliger Gesangbücher, einerseits in der Neuapostolischen Kirche und andererseits in den aus dieser hervorgegangenen Apostolischen Gemeinschaften.

## Neuapostolische Kirche
Das Apostolische Gesangbuch nebst einer kurzen Anleitung für den Gottesdienst war das erste Gesangbuch der Neuapostolischen Kirche.

### Geschichte
Das Apostolische Gesangbuch erschien 1889. Es wurde bis 1905 nachgedruckt und 1909/1910 durch die erste Ausgabe des Neuapostolischen Gesangbuchs abgelöst. Zunächst waren in diesem Buch noch keine Notensätze enthalten, es handelte sich um eine reine Textausgabe. 1900 erschien die erste vierstimmige Chorsatzausgabe. Diese wurde bis 1906 verlegt.

### Inhalt
Das Gesangbuch enthielt zur Zeit der Erstausgabe 390 Lieder, die später durch Anhänge ergänzt wurden. Die letzte Auflage von 1906 enthielt
521 Stücke. Etwa 170 wurden aus dem Grundbestand des evangelischen Gesangbuchs übernommen. Auch eine Reihe von Erweckungsliedern wurde aufgenommen. Außerdem enthielt die Textausgabe des Apostolischen Gesangbuches Hinweise zur Liturgie und Gebetstexte. Die Chorsatzausgabe enthielt zusätzlich einen Choral, der nicht für den Gemeindegesang gedacht war, sie beinhaltete also zuletzt 522 Lieder.

## Vereinigung Apostolischer Gemeinden
Als Apostolisches Gesangbuch wurde auch das 1959 herausgegebene Gesangbuch der deutschen Apostolischen Gemeinschaft und der schweizerischen Vereinigung Apostolischer Christen bezeichnet. Diese Kirchen sind 1955 aus der Neuapostolischen Kirche hervorgegangen und haben die meisten Lieder von dort übernommen.
Eine Gemeindeausgabe ohne Noten erschien 1959, die vierstimmige Notenausgabe 1966. Das Gesangbuch umfasste 612 Lieder, die in die Rubriken Gottesdienst, Sakramente, Segenshandlungen, das christliche Kirchenjahr und zu besonderen Gelegenheiten gegliedert waren. Es wurde herausgegeben von der Vereinigung der Apostel der Apostolischen Gemeinden.
Seit 2005 ist es ersetzt durch ein neues Gesangbuch mit dem Titel Singt dem Herrn.